# Jacques Simon Amand Suriray
Jacques Simon Amand Suriray est un médecin et un  naturaliste français, né le 28 juillet 1769 dans le Calvados et mort le 4 mars 1846 à Paris.

## Biographie
Il exerce la médecine au Havre. Ami des naturalistes François Péron (1775-1810) et Charles Alexandre Lesueur (1778-1846), Suriray étudie le phénomène de bioluminescence. En 1835, il part s’installer à Paris et voyage à travers l’Europe. Il étudie notamment les plantes des Alpes.

## Source
- (en) Petymol.